# معاویه (استان سطیف)
معاویه (به عربی: معاوية) یک شهرداری در الجزایر است که در استان سطیف واقع شده‌است.